# Ceraclea nigronervosa
Ceraclea nigronervosa – gatunek owada z rzędu chruścików i rodziny Leptoceridae. Larwy prowadzą wodny tryb życia.
Gatunek palearktyczny, nie występuje w południowej części Europy, zasiedla rzeki, jeziora i estuaria (Botosaneanu i Malicky 1978). Limneksen.
W Finlandii występuje w jeziorach, strumieniach i zalewach morskich. Na Łotwie gatunek bardzo rzadki, uważany za rzeczny, choć spotykany i w niektórych dużych jeziorach, notowany w okolicy jeziora Ładoga, jezior Karelii, na Litwie imagines poławiane nad jeziorem mezotroficznym, w Irlandii larwy rzadko spotykane w jeziorze mezoeutroficznym. W Niemczech występuje w zarośniętych i zatorfionych wodach stojących oraz potamalu.